# 伊魯吉拉伯島

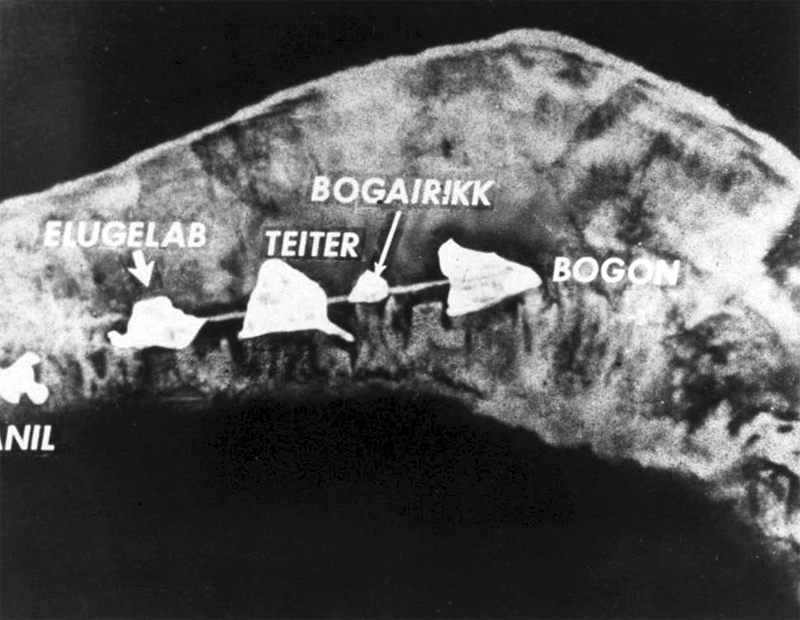
1952年氫彈測試前，左面是伊魯吉拉伯島

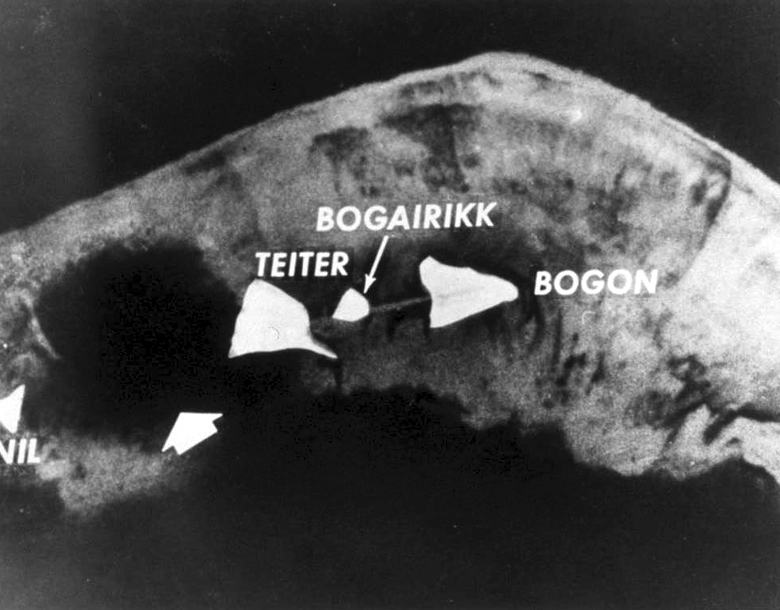
1952年氫彈測試後，左面是伊魯吉拉伯島的彈坑

伊魯吉拉伯島是太平洋馬紹爾群島的島嶼，屬於拉利克礁鏈中埃內韋塔克環礁的一部分，在1952年11月1日的氫彈常春藤麦克測試中被摧毀只剩下彈坑，那次爆炸威力1,040萬噸，約廣島市原子彈爆炸的750倍。
11°40′0″N 162°11′13″E / 11.66667°N 162.18694°E

## 外部連結
- "Mike" Test （页面存档备份，存于） from PBS